# 1628 w literaturze
Wydarzenia literackie w 1628 roku.

## Nowe książki
- polskie
  - Marek Jakimowski – Opisanie krótkie zdobycia galery przedniejszej Aleksandryjskiej...
  - Kasper Twardowski – Pochodnia Miłości Bożej z piącią strzał ognistych

## Zmarli
- François de Malherbe, francuski poeta (ur. 1555)